# コキンボ・ウニド
クルブ・デ・デポルテス・コキンボ・ウニド（スペイン語: Club de Deportes Coquimbo Unido）は、チリ・コキンボに本拠を置くサッカークラブである。プリメーラ・ディビシオン（1部）に在籍している。

## 歴史
1958年8月30日にクラブが設立された。

## タイトル
- プリメーラB (2部) : 4回
  - 1962, 1977, 2018, 2021

## 歴代監督
- グスタボ・ウエルタ (2009)
- オルランド・モンダカ (2009-2010)
- ホセ・スランタイ (2010)
- ディエゴ・トレンテ (2011)
- ハイメ・ムニョス (2011)
- ロベルト・マリアーニ (2011-2012)
- ルイス・ムスッリ (2012-2013)
- カルロス・ロハス (2013-2014)
- ハイメ・ムニョス (2014)
- ビクトル・ウーゴ・カスタニェダ (2014-2015)
- フアン・ホセ・リベラ (2016-2017)
- パトリシオ・グラフ (2017-2019)
- ヘルマン・コレンヒア (2020)
- フアン・ホセ・リベラ (2020-2021)
- エクトル・タピア (2021)
- パトリシオ・グラフ (2022)
- フェルナンド・ディアス (2022-)